# バンスカー・ビストリツァ・トロリーバス
バンスカー・ビストリツァ・トロリーバス（スロバキア語: Trolejbusová doprava v Banskej Bystrici）は、スロバキアの都市であるバンスカー・ビストリツァ市内に存在するトロリーバス。2021年現在はバンスカー・ビストリツァ都市交通会社（Dopravný podnik mesta Banská Bystrica a.c.、DPMBB）によって運営されている。

## 歴史
バンスカー・ビストリツァ市内にトロリーバスを建設する計画は1980年代に立てられ、1986年から架線や車庫の建設が実施されたのち、1989年8月から営業運転を開始した。その際、架線の電圧は従来チェコスロバキア国内のトロリーバスで導入された直流600 Vではなく750 Vが採用され、各種の試験成果や開通後の実績は以降チェコスロバキアおよびビロード離婚後のチェコ、スロバキア各国で開通したトロリーバスにおける直流750 Vの架線電圧の採用へと繋がった。
その後、1990年代前半に新たな路線が建設され、2004年にもテスコ・デパート（Obchodnému domu Tesco）からの資金援助を受け同デパートへの延伸が実施された。また、それと並行して既存の路線の改修工事も進められ、車両の増備も行われた。だが、その一方で非効率な系統や乗車方式、トロリーバス自体の経費の高さといった負の要因が影響して利用客は減少し、2005年にバンスカー・ビストリツァ市内の公共交通機関の運営権を獲得したSADズヴォレン（SAD Zvolen）は同年12月31日をもってトロリーバスの運行を休止した。
だがトロリーバスの再開を望む意見は多く、2007年6月6日に試運転が実施された後、バンスカー・ビストリツァ都市交通会社にトロリーバスの運営権が移管した事で同年11月10日から順次定期運転が再開された。それ以降は欧州地域開発基金を用いたノンステップバスの導入をはじめとする近代化や改修工事を積極的に進めている。

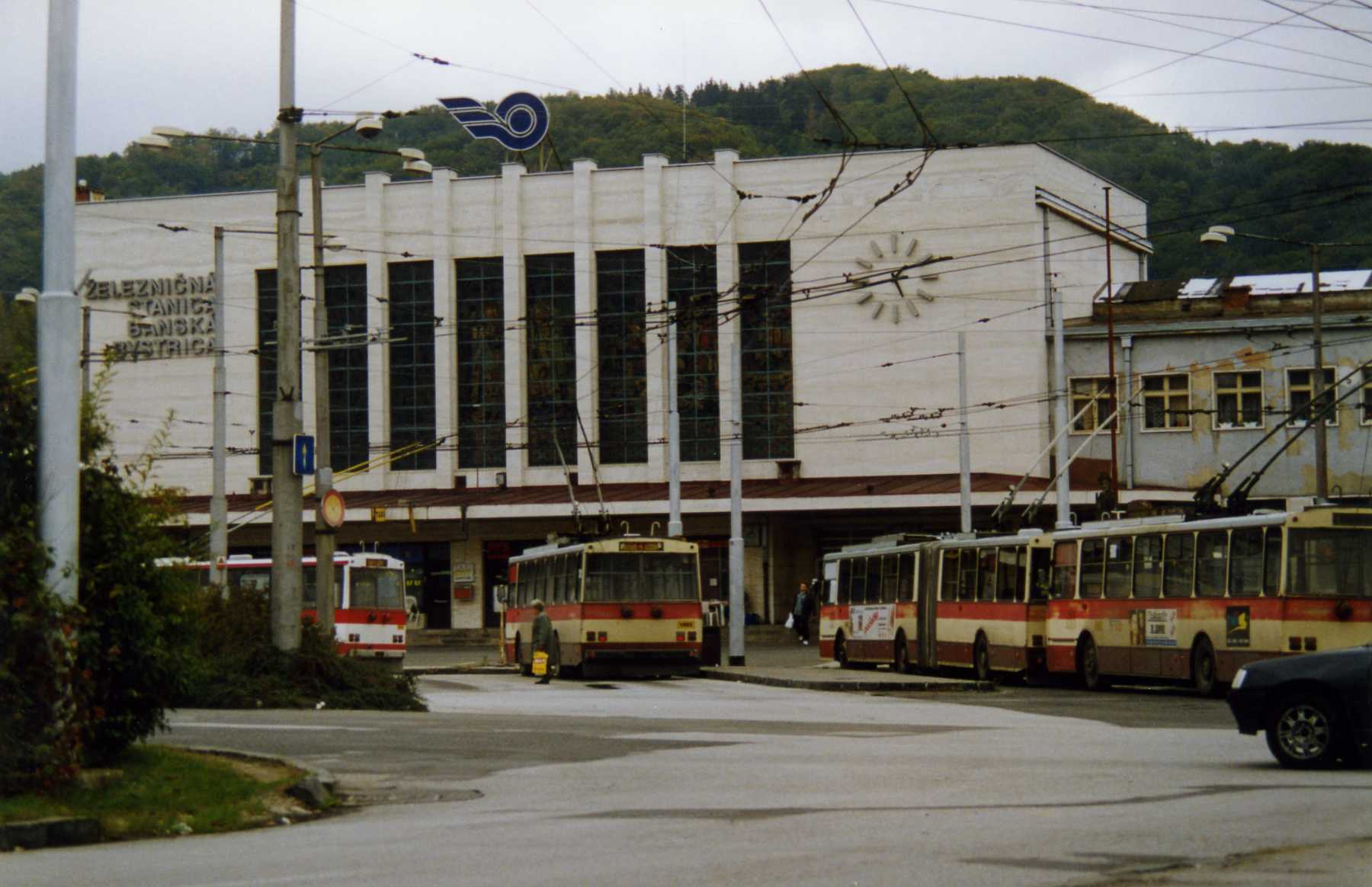
1990年代のトロリーバス（1993年撮影）

## 系統
2021年現在、バンスカー・ビストリツァ市内には以下のトロリーバス路線が存在する。
| 系統番号 | 起点               | 終点                   | 備考                      |
| -------- | ------------------ | ---------------------- | ------------------------- |
| 1        | Železničná stanica | Rooseveltova nemocnica |                           |
| 2        | Železničná stanica | Vozovňa                |                           |
| 3        | Vozovňa            | Rooseveltova nemocnica |                           |
| 4        | Železničná stanica | TESCO hypermarket      |                           |
| 5        | TESCO hypermarket  | Rooseveltova nemocnica |                           |
| 6        | Železničná stanica | Moskovská              | 8号線とは経由区間が異なる |
| 7        | Železničná stanica | Internátna             |                           |
| 8        | Železničná stanica | Moskovská              | 6号線とは経由区間が異なる |

## 車両
バンスカー・ビストリツァ市内のトロリーバスの開通時には、直流750 Vに対応した機器を有するシュコダ14Trやシュコダ15Tr（連節バス）が導入された。2007年の運行再開以降はノンステップバスや充電池を搭載したトロリーバスの導入が進められている。2021年現在の営業用車両は下記の通りである。
| 形式             | 形式             | 両数 | 備考         |
| ---------------- | ---------------- | ---- | ------------ |
| シュコダ14Tr     | シュコダ14Tr     | 1両  |              |
| シュコダ15Tr     | シュコダ15Tr     | 3両  | 連節バス     |
| シュコダ15Tr     | シュコダ15TrM    | 1両  | 連節バス     |
| シュコダ30Tr SOR | シュコダ30Tr SOR | 20両 |              |
| シュコダ31Tr SOR | シュコダ31Tr SOR | 3両  | 連節バス     |
| SOR TNB 12       | SOR TNB 12       | 3両  | 充電池を搭載 |

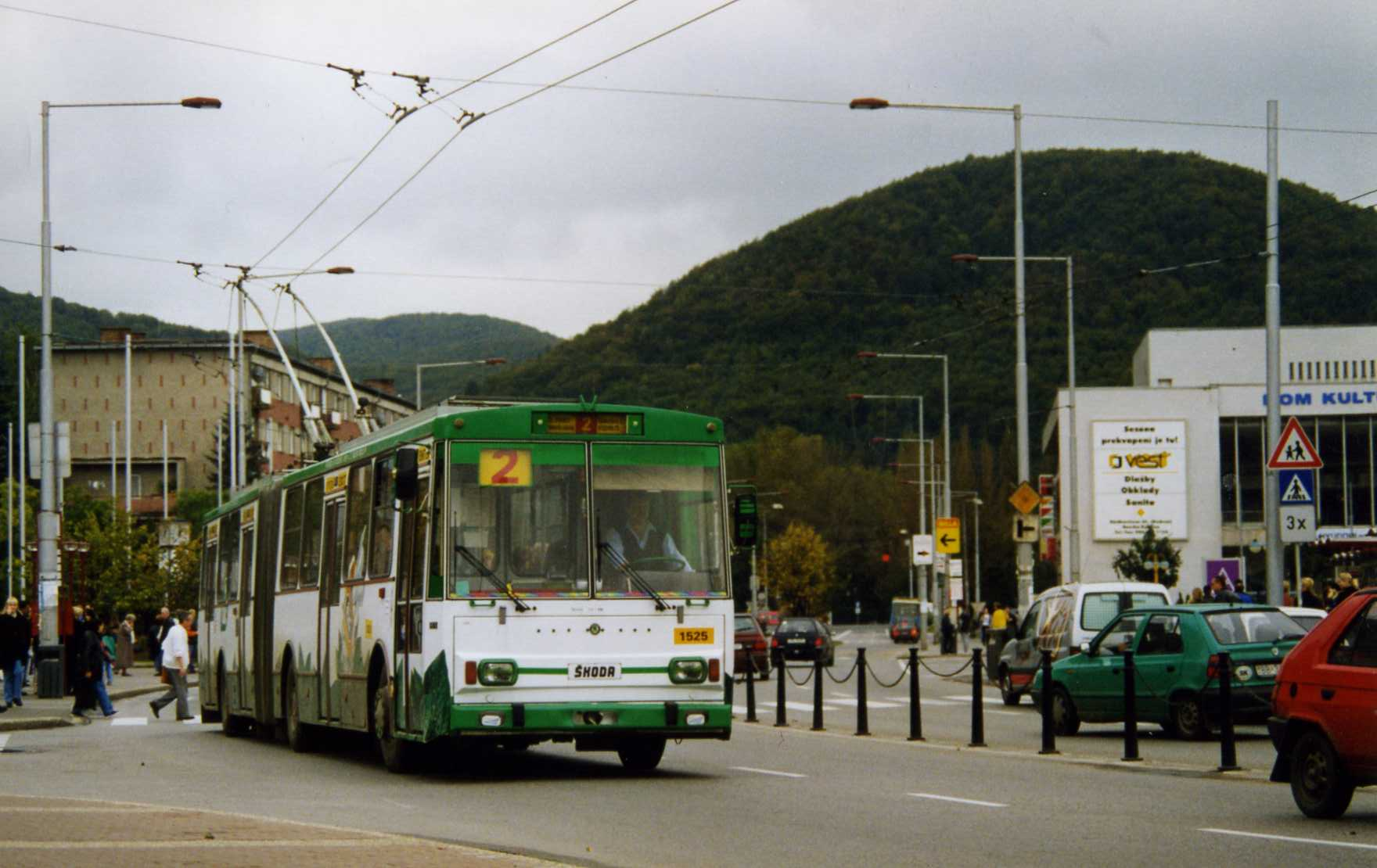
シュコダ15Tr（2009年撮影）
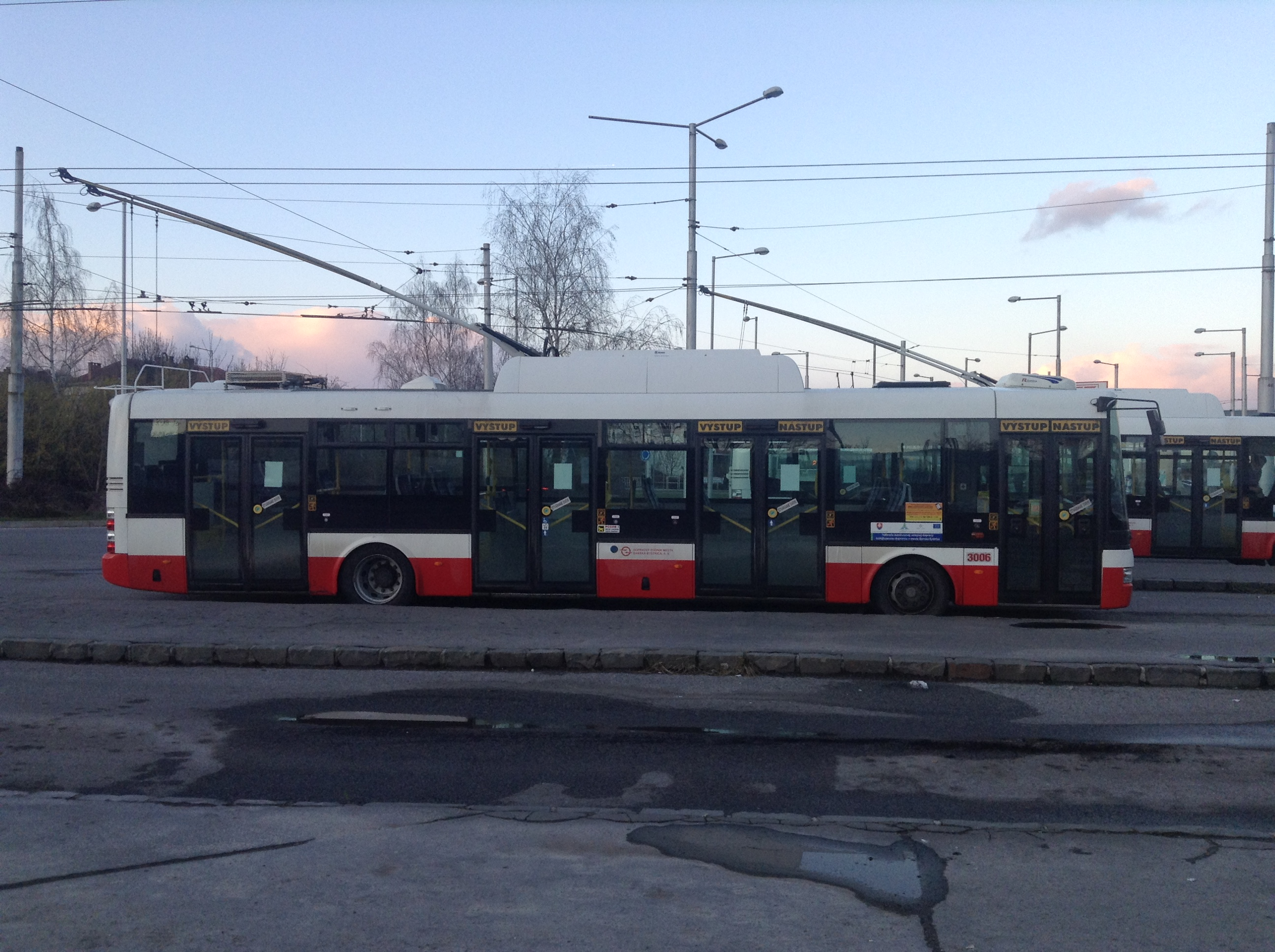
シュコダ30Tr SOR（2015年撮影）
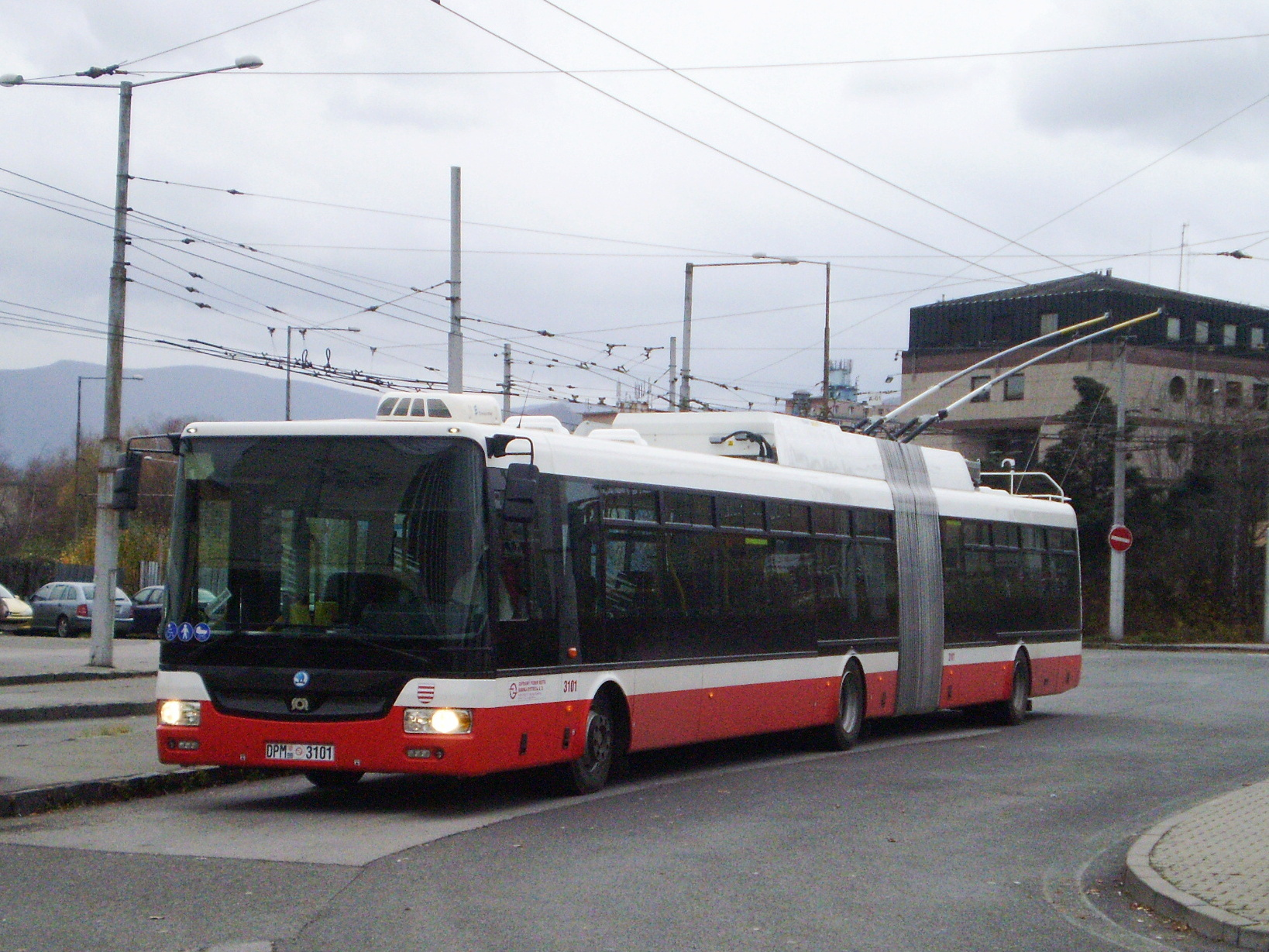
シュコダ31Tr SOR（2015年撮影）
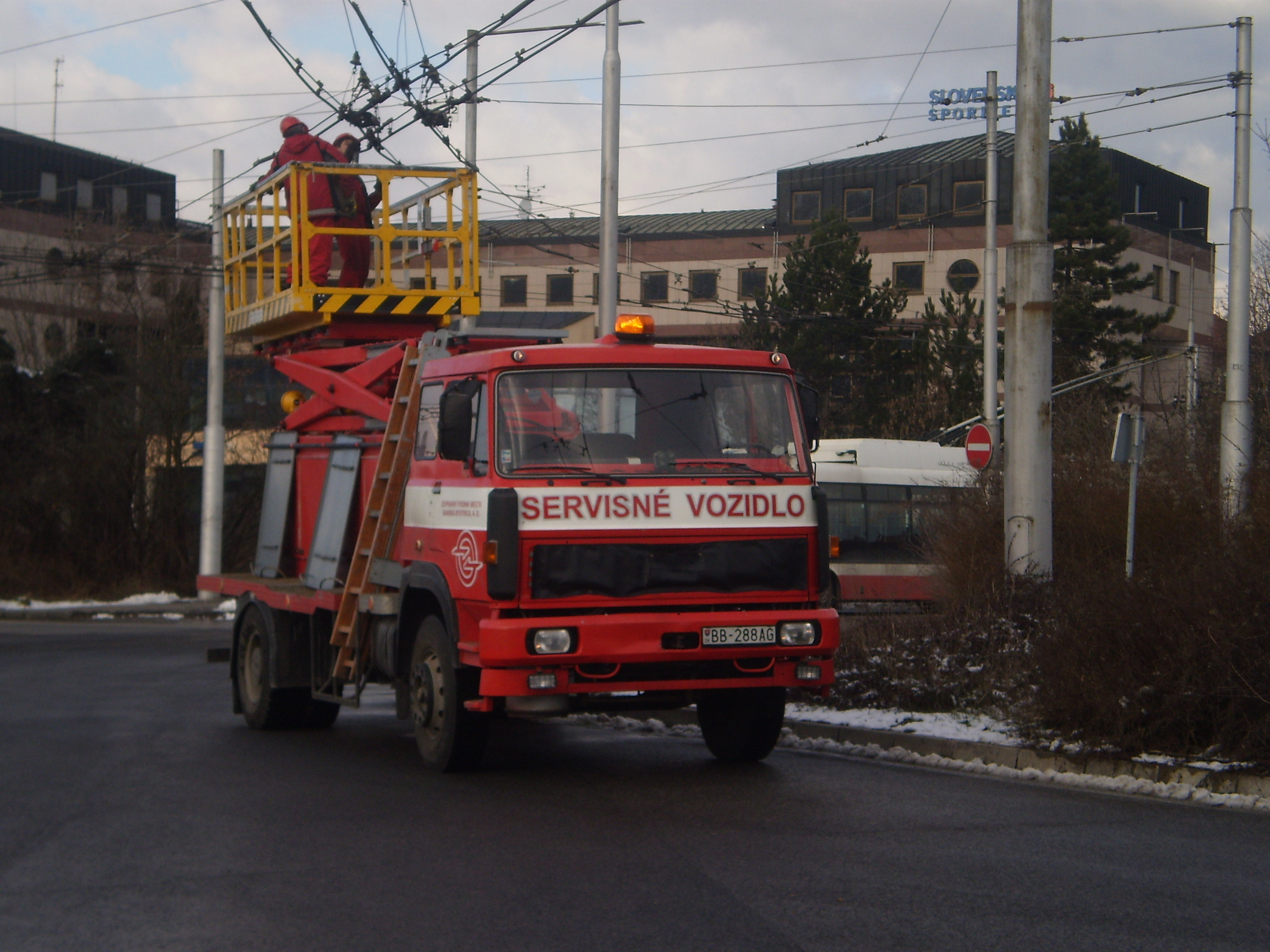
事業用トラック（2015年撮影）